# 군서고등학교
군서고등학교(君西高等學校)는 대한민국 경기도 시흥시 정왕동에 있는 공립 고등학교이다.

## 학교 연혁
- 2005년 12월 26일 : 군서고등학교 설립인가
- 2006년 3월 1일 : 개교
- 2006년 3월 1일 : 초대 이석길 교장 취임
- 2006년 3월 2일 : 제1회 입학식 399명
- 2009년 2월 10일 : 제1회 졸업식
- 2023년 3월 2일 : 제18회 입학식 352명(전체 33학급)
- 2023년 9월 1일 : 제8대 김미희 교장 취임
- 2024년 1월 5일 : 제16회 졸업식 305명

## 참고 자료
- 군서고등학교 - 한국교육학술정보원 학교알리미